# Halichoeres bleekeri
Halichoeres bleekeri är en fiskart som först beskrevs av Franz Steindachner och Döderlein, 1887.  Halichoeres bleekeri ingår i släktet Halichoeres och familjen läppfiskar. IUCN kategoriserar arten globalt som otillräckligt studerad. Inga underarter finns listade i Catalogue of Life.